# Claude Delage
Établissements Claude Delage war ein französischer Hersteller von Automobilen und Motorrädern.

## Unternehmensgeschichte
Das Unternehmen aus Clichy begann 1925 mit der Produktion von Motorrädern. Der Markenname lautete Claude Delage. 1926 ergänzten Automobile das Sortiment. 1926 oder 1927 endete die Produktion. Es bestand keine Verbindung zu Automobiles Delage.

## Automobile
Im Angebot standen mehrere Modelle. Ein Modell verfügte über einen Vierzylindermotor von Ballot mit 1685 cm³ Hubraum. In einen anderen Modell sorgte ein Vierzylindermotor von Sargant mit 1843 cm³ Hubraum für den Antrieb. Weitere Modelle waren der 8 CV, dessen Motor über 1131 cm³ Hubraum verfügte, und der 12 CV mit einem Motor mit 2297 cm³ Hubraum. Der Motor aller Modelle war vorne im Fahrzeug montiert und trieb über eine Kardanwelle die Hinterachse an. Das Getriebe verfügte über vier Gänge.